# Caenoprosopon dycei
Caenoprosopon dycei är en tvåvingeart som beskrevs av M. Josephine Mackerras 1960. Caenoprosopon dycei ingår i släktet Caenoprosopon och familjen bromsar. Inga underarter finns listade i Catalogue of Life.